# Шёнбек
Шёнбек (нем. Schönbek) — община в Германии, в земле Шлезвиг-Гольштейн. 
Входит в состав района Рендсбург-Экернфёрде. Подчиняется управлению Бордесхольм-Ланд.  Население составляет 167 человек (на 31 декабря 2010 года). Занимает площадь 6,11 км².